# Румунська Національна Опера, Бухарест
44°26′09″ пн. ш. 26°04′46″ сх. д. / 44.435833° пн. ш. 26.079444° сх. д.
Румунська національна опера, Бухарест (рум: Opera Naţională București) є однією з національних оперних і балетних труп Румунії. Вона розташована в історичній будівлі в Бухаресті, побудованій в 1953 році, недалеко від міста Котрочень.
Першою виконаною оперою стала опера Чайковського «Пікова дама» 9 січня 1954; першим балетом стала Coppélia наступного вечора.
Глядацька зала має 952 місць, але іноді концерти проходять в Жовтому Фоє, з максимумом 200 місць. Трупа представила 182 вистав у 2009 році (в порівнянні з 146 в 2006 році). На початку кожного сезону, безкоштовне шоу "проходить на відкритому повітрі, щоб просувати опери і артистів .
Щороку сезон триває з вересня по червень.